# Ethan Katzberg
Ethan Katzberg (Nanaimo, 5 aprile 2002) è un martellista canadese, campione olimpico a Parigi 2024 e campione mondiale a Budapest 2023.

## Carriera
Nel 2023 ha vinto la medaglia d'oro ai Mondiali di Budapest nel lancio del martello, facendo segnare anche il record nazionale con la misura di 81,25 metri. Nel 2024, alle Olimpiadi di Parigi, conquista la medaglia d'oro con la misura di 84,12 metri.

## Palmarès
| Anno | Manifestazione          | Sede       | Evento              | Risultato | Prestazione | Note                          |
| ---- | ----------------------- | ---------- | ------------------- | --------- | ----------- | ----------------------------- |
| 2021 | Mondiali U20            | Nairobi    | Lancio del martello | Finale    | nm          |                               |
| 2022 | Giochi del Commonwealth | Birmingham | Lancio del martello | Argento   | 76,36 m     | Miglior prestazione personale |
| 2023 | Mondiali                | Budapest   | Lancio del martello | Oro       | 81,25 m     | Record nazionale              |
| 2023 | Giochi panamericani     | Santiago   | Lancio del martello | Oro       | 80,96 m     | Record dei Giochi             |
| 2024 | Giochi olimpici         | Parigi     | Lancio del martello | Oro       | 84,12 m     |                               |